# Golden Glory
La Golden Glory è un'accademia di kickboxing, muay thai e arti marziali miste fondata nel 1999 a Breda, Paesi Bassi da Bas Boon, Cor Hemmers, Ron Nyqvist e Frederico Lapenda.
Questi ultimi fondarono anche il World Vale Tudo Championships, un torneo che ne raggruppava i campioni, quali Oleg Taktarov, Mark Kerr, Pedro Rizzo e Marco Ruas.
È nota principalmente per aver ospitato alcuni dei più forti kickboxer al mondo tra i quali Semmy Schilt, Alistair Overeem, Nieky Holzken, Stefan Leko e Gökhan Saki.

## Descrizione
Agli inizi del 2009 la Golden Glory si espanse al di fuori dei Paesi Bassi, aprendo due nuove palestre a Bucarest e a Pattaya; mentre nel 2010 venne aperta una palestra a Berlino, Germania.
Nell'estate del 2011, dopo la rimozione di Alistair Overeem dal Grand Prix dei pesi massimi Strikeforce, ci fu una disputa tra i manager del team e l'organizzazione Zuffa che portò alla recessione dei contratti dei lottatori Valentijn Overeem, Jon Olav Einemo e Marloes Coenen con le federazioni UFC e Strikeforce.

## Atleti di rilievo
- Semmy Schilt -campione Pancrase, campione dei pesi massimi Glory, campione dei pesi supermassimi K-1 e vincitore dei tornei K-1 World Grand Prix nel 2005, 2006, 2007 e 2009
- Alistair Overeem -campione dei pesi massimi Strikeforce e Dream e vincitore del torneo K-1 World Grand Prix 2010
- Gegard Mousasi -campione dei pesi mediomassimi Strikeforce e Dream e campione dei pesi medi Dream e Cage Warriors
- Marloes Coenen -campionessa dei pesi gallo Strikeforce
- Jamal Ben Saddik -campione dei pesi massimi Glory
- Gökhan Saki -campione dei pesi mediomassimi Glory
- Nieky Holzken -vincitore di tornei in Glory e K-1
- Stefan Leko -pluricampione di kickboxing e muay thai, vincitore di tornei minori K-1
- John-Olav Einemo -campione ADCC di submission grappling
- Errol Zimmerman -vincitore di tornei in Glory, K-1 e SUPERKOMBAT
- Ruslan Karaev -vincitore di tornei minori K-1
- Chalid Arrab -vincitore di tornei minori K-1
- Siyar Bahadurzada -campione dei pesi medi Shooto
- Sergei Kharitonov
- Valentijn Overeem
- Igor Jurković
- Costel Pașniciuc
- Midhun Jith